# منتخب أوكرانيا لهوكي الجليد للناشئين

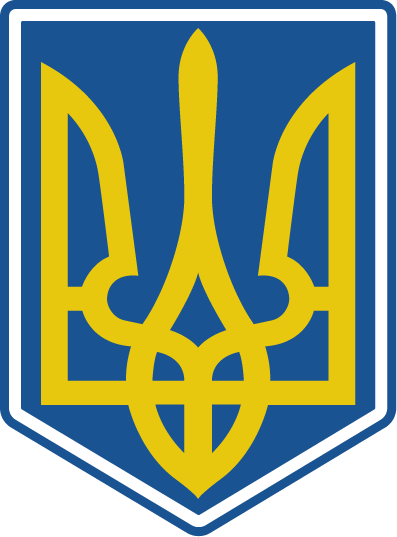
شعار المنتخب لرياضة الهوكو

منتخب أوكرانيا لهوكي الجليد للناشئين هو ممثل أوكرانيا الرسمي في المنافسات الدولية في هوكي الجليد للناشئين
.